# Yassine Chamakhi
Yassine Chamakhi (arabe : ياسين الشماخي), né le 27 février 1995 en Tunisie, est un footballeur tunisien, qui évolue au poste d'avant-centre.

## Biographie
Il remporte la coupe de Tunisie en 2018 avec le Club africain, en s'imposant en finale contre l'Étoile sportive du Sahel. Yassine Chamakhi dispute l'intégralité de cette finale, délivrant une passe décisive en faveur de Ghazi Ayadi.

## Palmarès
- Vainqueur de la coupe de Tunisie en 2018 avec le Club africain
- Vainqueur du championnat de Tunisie en 2023 avec l'Étoile sportive du Sahel